# Święty Zastęp
Święty Zastęp (Święty Oddział, Święty Hufiec, stgr. ίερός λόχος – hierόs lόchos) – elitarna jednostka armii tebańskiej. Według przekazów Plutarcha zastęp składał się początkowo z 300 doborowych hoplitów, mężczyzn i młodzieńców, których wg Plutarcha łączyć miały związki homoseksualne. 
Oddział powołał do życia Gorgidas, by ochraniał cytadelę miejską w Tebach. Święty Zastęp był jedynym oddziałem zawodowych żołnierzy w Tebach. Siłę oddziału wykorzystali wybitni tebańscy stratedzy: Pelopidas i Epaminondas, którzy porzucili zwyczaj Gorgidasa rozdzielania członków hufca pomiędzy inne formacje na rzecz spójnego oddziału przeważającego starcia na stronę tebańską. Hufiec przyczynił się do pokonania spartańskich hoplitów w bitwie pod Tegyrą w 375 p.n.e., a następnie pod Leuktrami, co zakończyło okres hegemonii Sparty w Grecji starożytnej. 
Wedle panujących w nim zasad opuszczenie towarzysza na placu boju stanowiło wielką hańbę, stąd powstało utarte twierdzenie, że Święty Zastęp walczy na śmierć. Podczas bitwy pod Cheroneą Święty Zastęp pod wodzą Theaganesa został wybity przez Macedończyków, zginęło wówczas 254 hoplitów. Pogrzebano ich w siedmiu rzędach mogił, zaś nad grobami wzniesiono później marmurowy pomnik Lwa Cheronejskiego.
Przekaz Plutarcha o homoseksualnym charakterze zastępu został podany w wątpliwość przez historyka Davida Leitão, który wskazał, że twórczość Plutarcha ma silny charakter pedagogiczny i nie powinna być postrzegana jako dzieła czysto historyczne. Co więcej, Plutarch pisał kilkaset lat po opisywanych wydarzeniach, co uwidacznia się w licznych sformułowaniach, w których odnosi się w sposób ogólny do innych przekazów lub powszechnego przekonania. Jednocześnie źródła wcześniejsze np. Ksenofonta nie wspominają o takim charakterze oddziału.